# Понсе де Леон, Хосе Луис Херардо
Хосе Луис Херардо Понсе де Леон (исп. José Luís Gerardo Ponce de León, 8 мая 1961 года, Буэнос-Айрес, Аргентина) — католический прелат, апостольский викарий Ингвавумы с 24 ноября 2008 по 29 ноября 2013 года, пятый епископ Манзини с 29 ноября 2013 года. Член монашеской конгрегации «Consolata Missionaries».

## Биография
9 января 1983 года вступил в монашескую конгрегацию «Consolata Missionaries». 28 декабря 1985 года принял монашеские обеты. Изучал богословие в Буэнос- Айресе, Риме и Папском университете Хавериана в Боготе, Колумбия. 2 августа 1986 года был рукоположён в священники.
1 июля 1985 года римский папа Бенедикт XVI его апостольским викарием Ингвавумы и титулярным епископом Матурбы. 18 апреля 2009 года состоялось рукоположение в епископы, которое совершил апостольский нунций в Ботсване архиепископ Джеймс Патрик Грин в сослужении с архиепископом Йоханнесбурга Бути Джозефом Тлагале и епископом Майклом Роуландом.
29 ноября 2013 года римский папа Франциск назначил его епископом Манзини. С 29 ноября 2013 года по 30 апреля 2016 года — апостольский администратор Ингвавумы.